# Чолутека
Чолуте́ка (исп. Choluteca, полное исп. Villa de Jerez de la Frontera de Choluteca) — город на юге Гондураса, административный центр департамента Чолутека. Население 101,6 тыс. (2001, оценка) .

## География
Город расположен на Панамериканском шоссе, около границы с Никарагуа, на реке Чолутека. Через реку перекинут мост, построенный в 1930-х годах инженерными войсками армии США.
Мост, построенный в 1998 году, на несколько лет потерял своё значение после урагана Митч. Был восстановлен в 2003 году, с троекратным увеличением количества пролётов и усиленными съездами.

## Климат
| Показатель                    | Янв. | Фев. | Март | Апр. | Май  | Июнь | Июль | Авг. | Сен. | Окт. | Нояб. | Дек. | Год  |
| ----------------------------- | ---- | ---- | ---- | ---- | ---- | ---- | ---- | ---- | ---- | ---- | ----- | ---- | ---- |
| Средний суточный максимум, °C | 34,6 | 35,7 | 36,7 | 35,1 | 35,1 | 33,1 | 34,1 | 34,1 | 32,6 | 32,6 | 33,5  | 34,3 | 34,2 |
| Средняя температура, °C       | 28,6 | 29,2 | 30,1 | 30,5 | 29,2 | 28,1 | 28,8 | 28,6 | 27,4 | 27,6 | 28,1  | 28,4 | 28,7 |
| Средний суточный минимум, °C  | 23,1 | 23,0 | 23,5 | 24,5 | 24,2 | 23,4 | 23,8 | 23,6 | 22,9 | 22,8 | 22,7  | 23,0 | 23,3 |
| Норма осадков, мм             | 2    | 5    | 7    | 31   | 286  | 267  | 139  | 244  | 358  | 275  | 77    | 8    | 1699 |
| Источник: World Climate       |      |      |      |      |      |      |      |      |      |      |       |      |      |

## История
Основан в 1522 году, в 1845 году получил статус города. С колониального периода в городе сохранилось много зданий.
Наводнение во время урагана Митч в 1998 году вызвало значительные разрушения в Чолутеке. Количество выпавших осадков превысило несколько месячных норм, что привело к разливу реки Чолутека.

## Экономика
Чолутека – один из экономически развитых районов Гондураса. Сельское хозяйство: производство сахара; разведение креветок; выращивают дыни, арбузы, бамию, батат, хлопчатник, кофе, кунжут, кукурузу; скотоводство, рыболовство. Кожевенная, лесная промышленность.
Транзитный пункт на Панамериканском шоссе. Аэродром.

## Известные персоналии
В Чолутеке родился Хосе Сесилио дель Валье (1780—1834) — глава Гондураса в 1823—1824 годах (в составе федерации Соединённые Провинции Центральной Америки).